# Cryptotaenia africana
Cryptotaenia africana är en växtart i släktet kryptotenior (Cryptotaenia) och familjen flockblommiga växter. Den beskrevs av Joseph Dalton Hooker som Anthriscus africana, och fick sitt nu gällande namn av Carl Georg Oscar Drude 1898.
Arten är en flerårig ört som förekommer i tropiska Afrika från Nigeria till Etiopien.